# ジャン＝ミシェル・フェリ
ジャン＝ミシェル・フェリ（Jean-Michel Ferri, 1969年2月7日 - ）は、フランス・リヨン出身の元サッカー選手、元フランス代表。現役時代のポジションは守備的ミッドフィルダー。

## 経歴

### クラブ

#### ナント
リヨンに生まれたフェリは、16歳の時にFCナントの下部組織に入団を果たすと、その後、ミロスラヴ・ブラジェヴィッチ（en）監督によってトップチームへ引き上げられ、1988年4月30日のシャモア・ニオールFC戦で初出場を飾り、それから半年後に初のプロ契約を締結した。1990年代にジャン＝クロード・スオード（en）監督が再就任してからは、レイナール・ペドロス（en）、クリスティアン・カランブー、パトリス・ロコ、ニコラ・ウェデック（en）、クロード・マケレレら若手と共に中心選手となり、特に1994-95シーズンはペドロス、ヤフェット・エンドラム、マケレレと中盤を形成しつつ、主将としてチームを牽引し、リーグ・アン史上最多の32試合連続無敗記録を樹立しての12季ぶりのリーグ優勝に貢献した。なお、当時は相方のマケレレが度々右サイドを務めており、その際には中央を1人で任されたように守備的なプレーに専念し、同僚のペドロスは後年にフェリのお陰で攻撃的に展開出来たと述懐する程にシーズン最多得点を誇った攻撃的なチームを支えていた。
一方の欧州カップ戦では、UEFAカップ1994-95の準々決勝第1戦までの7試合全てに先発出場しているが、そのバイエル・レバークーゼンとの第1戦で1点を追いかける中でレッドカードにより退場処分となり、1人少ないチームは1-5で大敗した。後日、倒れている相手選手を蹴った行為が極めて残忍なプレーとして、数試合の出場停止が言い渡された。次のシーズンはUEFAチャンピオンズリーグ 1995-96で全10試合中8試合（先発6試合）に出場しており、準決勝のユヴェントスFC戦には両試合先発している。

#### ナント退団後
1998年5月に移籍金1200万フランでスュペル・リグのイスタンブールスポルASと2年契約を締結したが、僅か半年後の11月には120万スターリング・ポンドでプレミアリーグのリヴァプールFCと契約し、ジェラール・ウリエ新監督が最初に補強した選手となった。ポール・インスの控えとして獲得されたものの、負傷に苦しんでおり、加入から約3ヶ月後の2009年2月27日のチェルシーFC戦でインスに代わって後半から初出場した以外、もう1試合に途中出場しただけだった。
リーグ・ドゥのFCソショーで引退した後は、フェーザンCBE（Feyzin CBE）、FCコルバ（FC Corbas）を指導している。

### 代表
フランス代表としては、1994年3月22日の親善試合でのチリ戦で初出場を飾って以降、1995年1月18日の親善試合でのオランダ戦まで5試合0得点を記録しており、その内公式戦にはUEFA EURO '96予選のアゼルバイジャン戦の1試合に出場している。

## タイトル
クラブ
 FCナント
- リーグ・アン : 1994-95

代表
 フランス
- キリンカップ : 1994